# Sangli (Staat)
Sangli war ein Fürstenstaat Britisch-Indiens auf dem Dekkan-Plateau in den heutigen Bundesstaaten Maharashtra und Karnataka. Seine Hauptstadt war der Ort Sangli.
Der Brahmane Har Bhat Patwardhan stieg im Dienste des Peshwa der Marathen auf; er war der Vorfahr der Fürsten von Budhgaon, Miraj, Kurundwad, Sangli, Jamkhandi und Tasgaon. Der Jagir (Lehen) Sangli gehörte zunächst zu Miraj, aber Shrimant Rao Chintamanrao I. Appasaheb Patwardhan wurde von seinem Onkel vertrieben und gründete 1801 Stadt und Fürstentum Sangli, das 1818–1947 britisches Protektorat war. Chintamanrao II. Dhundirajrao Appasaheb Patwardhan (1901–56) wurde 1932 zum Raja erhoben. Sangli hatte 1941 eine Fläche von 2941 Quadratkilometern und 296.000 Einwohner. Das Gebiet Sanglis bestand aus zahlreichen verstreut liegenden Dörfern in den Distrikten Satara, Solapur, Belgaum (Belagavi) und Dharwad.
Nachdem Großbritannien am 18. Juli 1947 beschlossen hatte, Indien und Pakistan in die Unabhängigkeit zu entlassen (siehe Geschichte Indiens), wurde Sangli zunächst unabhängig, und der Raja gründete zusammen mit 15 anderen Fürsten die United Deccan States, die am 5. Februar 1948 dem Bundesstaat Bombay eingegliedert wurden. Am 8. März vollzog der Raja formell den Anschluss an Indien. 1956 kamen die südlichen Dörfer durch den States Reorganisation Act zum Bundesstaat Mysore (1973 umbenannt in Karnataka), der Rest verblieb bei Bombay, aus dem 1960 der Bundesstaat Maharashtra entstand.